# Théo van Rysselberghe
Théo (Théophile) van Rysselberghe (franciás írásmóddal Théo Van Rysselberghe) (Gent, 1862. november 23. – Saint-Clair (Le Lavandou mellett), 1926. december 14.) belga neoimpresszionista avagy pointillista festő, az európai festészet jelentős alakja volt a 19. és 20. század fordulóján.

## Korai évek
Francia nyelvű polgári családban született a flandriai Gent városában. Művészi tanulmányait a genti szépművészeti akadémián kezdte Théodore-Joseph Canneel irányításával.
1879-től a brüsszeli szépművészeti akadémián folytatta tanulmányait Jean-François Portaels vezetésével, aki korábban hosszabb időt töltött Marokkóban és keleti témájú képeivel sikereket aratott az egzotikus témák iránt érdeklődő képvásárlók körében. Ezek a képek nagy hatást gyakoroltak az ifjú Van Rysselberghe-re is. 1882 és 1888 között három utat is tett Marokkóba, ahol összesen másfél évet töltött.
Alig 18 éves korában már részt vett két portréval az akkoriban háromévente megrendezett Genti Szalon kiállításán. Ezután festette meg az Önarckép pipával (1880) című képét az akkori belga realista stílusban. Következő képei, a Gyermek a tisztáson (1880), a Vitorlások a folyón (1880) és a Hajók a kikötőben (1881) azonban már távolodnak ettől az irányzattól és az impresszionizmus irányába mutatnak.
1881-ben Brüsszelben telepedett le és ebben az évben már részt vett a Brüsszeli Szalon kiállításán.

## Marokkó

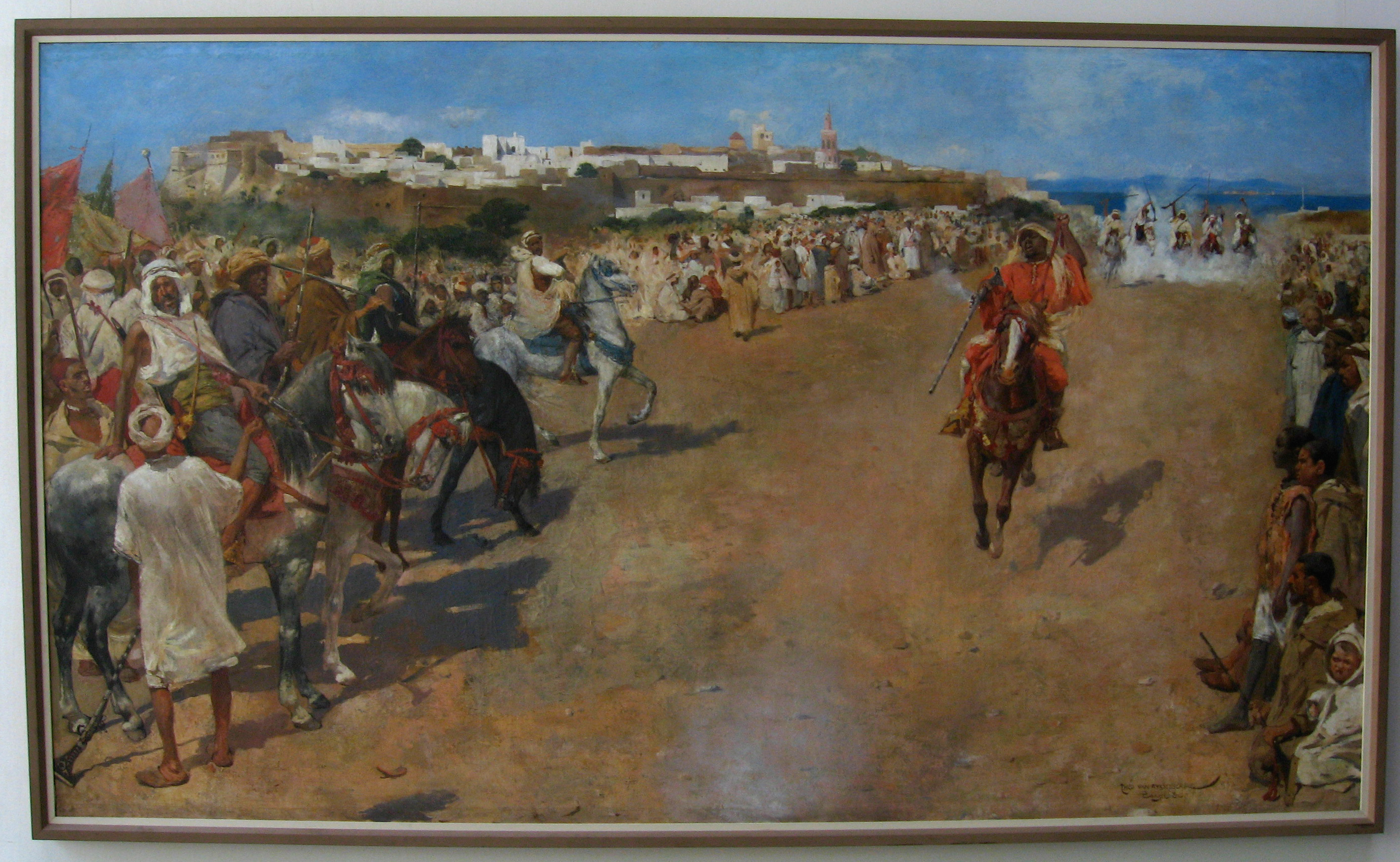
Arab fantázia

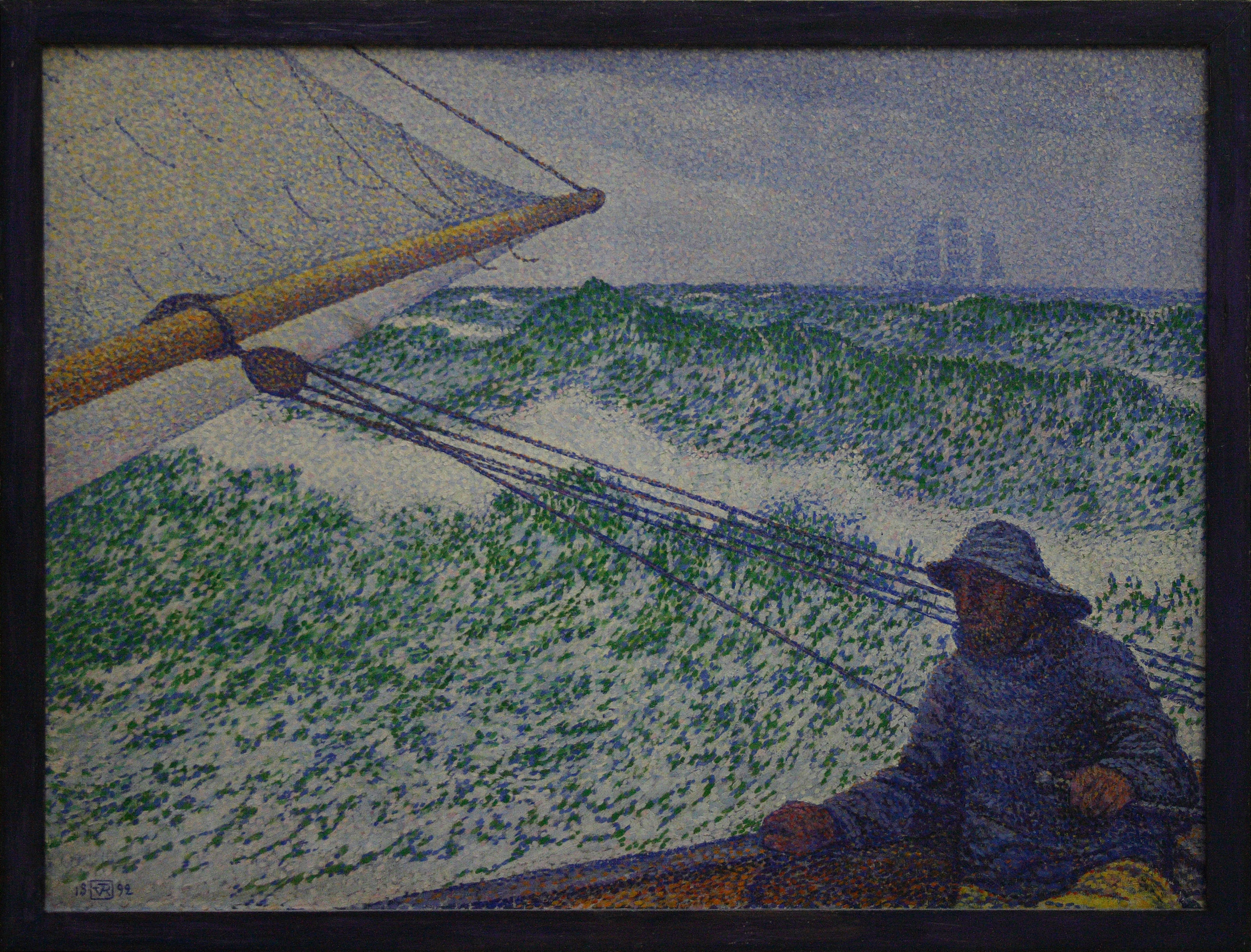
A kormányrúdnál – 1892

1882 telén utazott első ízben Marokkóba. Ottani élményei rendkívüli hatást gyakoroltak művészetére. Hazatérése után 30 képpel vett részt a genti Művészeti és Irodalmi Kör kiállításán, ahol nagy sikert aratott. A legnagyobb lelkesedéssel fogadott három képét 1883 tavaszán Brüsszelben is kiállította a L'Essor szalonon. Ebben az időben kötött életre szóló barátságot Émile Verhaeren íróval, akiről később több portrét készített.
1883 szeptemberében Haarlembe utazott, hogy tanulmányozza Frans Hals műveiben a fények játékát. A fények festészeti tükröztetése művészi érdeklődésének középpontjában állt.

## A XX-ak társasága
Théo Van Rysselberghe az egyik prominens alapítója lett a XX-ak társaságának (Lés XX) 1883. október 28-án. A fiatal, radikális belga művészeknek ez a köre – Octave Maus (1856-1919)jogász és műpártoló patronálása alatt – a divatjamúlt akadémikus irányzat ellen lázadt.
Híresebb tagjai voltak e körnek James Ensor, Willy Finch, Fernand Khnopff, Félicien Rops, valamint később Auguste Rodin és Paul Signac.
1883 őszétől újra Marokkóba utazott, ahol ezúttal egy egész évet töltött – szoros levelezésben maradva a XX-ak társaságával. Hazatérte után nagy sikerrel mutatta be a kör 1885-ös kiállításán arab témájú képeit.
Ugyancsak a XX-ak kiállításán, 1886-ban találkozott Claude Monet és Pierre-Auguste Renoir impresszionista művészetével, amelyek hatása szinte azonnal jelentkezett művészetében. Először portrékon kísérletezett az új technikával, majd 1887-től impresszionista tájképeket festett a belga tengerparton.
Fejlődő francia művészi kapcsolatai nyomán Octave Maus Párizsba küldte őt tehetségkutatás céljával a XX-ak következő kiállításaira.
Itt fedezte fel a pointillizmus technikáját Georges Seurat La Grande Jatte című képét látva a nyolcadik párizsi impresszionista kiállításon, 1886-ban. Ez az élmény megrázó hatást gyakorolt rá. Társaival, Henry van de Velde-vel, Georges Lemmennel, Xavier Melleryvel, Willy Herman Schlobachhal, Alfred William Finch-csel és Anna Boch-hal együtt "importálta" ezt a stílust Belgiumba.
Seurat-t meghívták a XX-ak következő kiállítására Brüsszelbe 1887-ben. Ott azonban elmaradt a siker, a közönség nem fogadta el az új stílust.
Théo van Rysselberghe azonban elhagyta a realizmust és a pointillizmus feltétlen híve lett. Ez időnként konfliktusba sodorta őt James Ensorral.
1887 nyarán Batignolles-ban, Párizs mellett töltött néhány hetet, ahol találkozott Alfred Sisley-vel, Signac-kal, Edgar Degas-val és Henri de Toulouse-Lautrec-kel, akinek a tehetségét különösen nagyra értékelte. Az 1887-ben készült portréja: Pierre-Marie Olin (1887) erősen emlékeztet Toulouse-Lautrec akkori stílusára. Új barátait sikerült meghívnia a XX-ak következő brüsszeli tárlatára is.

## Harmadik marokkói útja
Théo Van Rysselberghe meghívást kapott, hogy kísérjen el egy belga gazdasági küldöttséget a marokkói Mekneszbe. A három hónapig tartó út alatt rengeteg vázlatot készített. Ekkor rajzolta híressé vált portréját I. Hasszán marokkói szultánról. Brüsszelbe visszatérve vázlatai, jegyzetei és fényképei alapján megkezdte élményeinek feldolgozását festmények formájában. Nomádtábor című képe (1887) tekinthető talán első igazán neoimpresszionista művének. Seurat hatása is jól látszik ekkor készült vásznain, például Karaván a Sliat melletti hegyekben.
A Mansour-El-Hay kapu Mekneszben (1887) és a Marokkó, a nagy szukk (1887) című képei már pointillista művek, de még rövid ecsetvonásokat alkalmaz pontok helyett. Ezek a vásznak a ritka, Marokkót ábrázoló pointillista művek között vannak.

## Pointillizmus

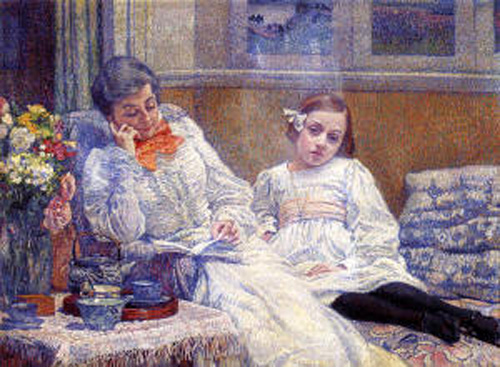
Felesége Maria és leánya Elisabeth

Théo Van Rysselberghe ezután teljesen felhagyott a marokkói témával, és portrék festésére tért át.
Alice Sèthe-ről készült portréja (1888) fordulópontot jelent művészetében. Ezúttal már kizárólag pontokkal dolgozott, mint az itt ábrázolt, feleségéről és kislányáról készült képen is.
1889-ben házasodott össze feleségével, Maria Monom-mal. Nászútra Angliába, majd Bretagne-ba utaztak – ez az utazás is eredményezett néhány híres neoimpresszionista képet, mint a „Per Kiridec sziklája Roscoffban" (1889)”. Párizsban találkozott Theo van Gogh-gal és alkalma nyílt meghívni Vincent van Gogh-ot következő kiállításukra Brüsszelbe. Ez alkalommal tudta Vincent Van Gogh eladni "Rode wingerd in Montmajour" című képét – ez volt az egyetlen műve, amit életében értékesíteni tudott.
A portrék mellett egy sor később híressé vált tájképet és készített ebben az időben. 1885-ben megbízást kapott a "Compagnie des Wagons-lits" nemzetközi hálókocsi-társaságtól, hogy plakátjaival népszerűsítse a nemzetközi vonatutakat.
A megbízatás lehetőséget teremtett számára, hogy elutazzon Athénba, Konstantinápolyba, Magyarországra, Romániába, Szentpétervárra. Ismertté vált plakátja ebből az időből a "Royal Palace Hotel, Oostende" (1899).
Véglegesen Párizsba költözött és többek között Paul Signac, Maximilien Luce, Aristide Delannoy, Alexandre Steinlen, Camille Pissarro, Kees van Dongen, George Willaume barátaival az anarchista "Temps Nouveaux" folyóirat körül csoportosultak.
Théo Van Rysselberghe neoimpresszionista technikájának csúcspontját az 1890-es évek végére érte el. Ettől kezdve fokozatosan elhagyta a pontok kizárólagos alkalmazását, portréiban és tájképeiben visszatért a szélesebb ecsetvonásokhoz : "Lóversenypálya, Boulogne-sur-Mer" (1900), a "Vasárnap délután" csoportkép (1900), "Lányok a strandon" (1904), "Fiatal lány szalmakalappal" (1901) és a nagyon híres "A felolvasás" (1903) (éles kontraszttal a vörös és kék színek között).
Megannyi, Octave Maus számára dolgozó tehetségkutatóként átélt év után Van Rysselberghe elkövette élete hibáját: nem ismerte fel az ifjú Pablo Picasso tehetségét (aki akkor „kék korszakában” tevékenykedett). Képeit „csúnyának és érdektelennek” találta.

## Késői évek

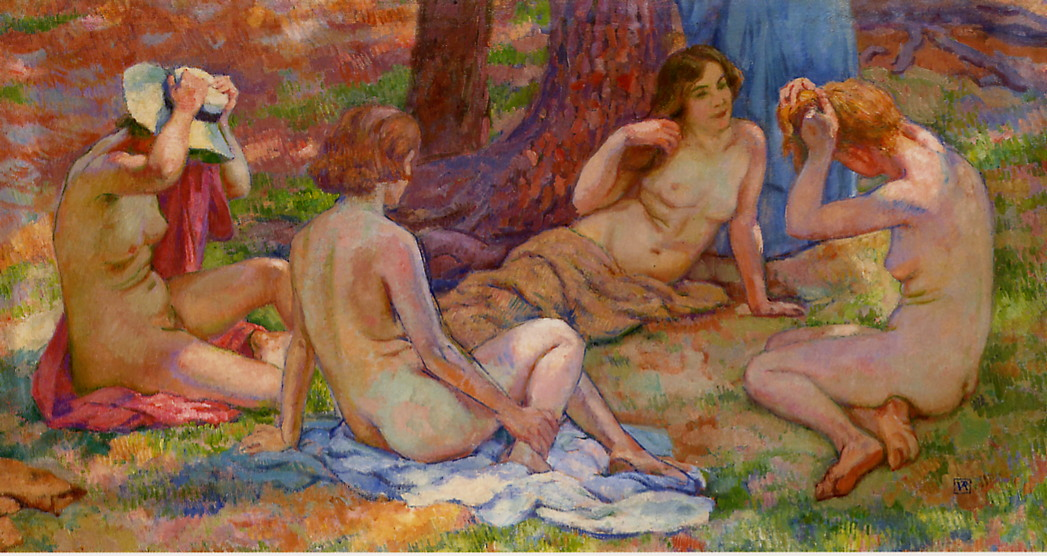
Négy fürdőző

1903 után egyre lazábban alkalmazta pointillista technikáját, míg végül azt teljesen elhagyta. Ecsetvonásai hosszabbak lettek, élénkebb színeket, erősebb kontrasztokat használt. A fények és melegség ábrázolásának mesterévé vált. Az „Olajfák Nizza közelében” (1905) című képe Van Gogh technikájára emlékeztet.
1904 tavaszán kerékpártúrát tett barátjával, Henri-Edmond Cross-szal a mediterrán tengerparton Hyères és Monaco között, új lakást keresve a maga számára. Végül Saint-Clair-ben telepedett le, ahol Cross 1892 óta élt és testvére, Octave Van Rysselberghe építész is lakott. Fivére építette számára 1911-ben új házát. Rysselberghe ezzel teljesen visszavonult a brüsszeli művészi élettől.
Főleg földközi-tengeri tájképeket festett, valamint portrékat családjáról. Nagy falfestményeket is készített.
1905-től a női aktok felé fordult, mint „Fürdő után” c. monumentális festményében (1910).
Élete végén szobrászattal is foglalkozott, megalkotta például André Gide bronz fejszobrát.
1926. december 14-én hunyt el Saint-Clair-ben (Var megye), Dél-Franciaországban. Az általa többször is megfestett Lavandou temetőben nyugszik barátja, Cross mellett.
Műveinek nagy része továbbra is magántulajdonban van. Ritka alkalom volt munkásságának áttekintésére a brüsszeli szépművészeti múzeumban megrendezett, majd Hágában is bemutatott gyűjteményes kiállítás 2006 februárja és szeptembere között.
„Sète kikötője” (Cette-nek írva) című művét 2005 novemberében 2,6 millió euróért árverezték el.
Testvére, Octave Van Rysselberghe (1855-1929) ismert szecessziós építész volt, együtt dolgozott többek között Joseph Poelaert-tal és Henry Van de Velde-vel.